# Hilary Liftin
Hilary Liftin (Washington, 1969) è una scrittrice statunitense.

## Biografia
Laureata all'università di Yale, lavorò nel settore editoriale per un decennio, prima di diventare una scrittrice a tempo pieno. 
Ha scritto diversi libri ed è coautrice di Cari Exile: La vera storia di due amici separati (per un anno) da un oceano, vive a Los Angeles con il marito e due figli. Nella sua carriera di scrittrice ha anche lavorato insieme a Miley Cyrus nella sua autobiografia Mileys to go.